# Король циган (фільм)
Король циган (англ. King of the Gypsies) — американський фільм 1978 року.

## Сюжет
Жарко Степанович, старий патріарх циган, які живуть в Нью-Йорку, перед смертю вирішує назвати майбутнім ватажком не свого сина Гроффо, а онука Дейва. Той хоч і відмовляється стати «королем циган», але все ж зобов'язаний підкоритися волі діда. Обійшовши суперника, молодий король циган знаходить смертельного ворога в особі власного батька.

## У ролях
| Актор           | Роль                    |
| --------------- | ----------------------- |
| Стерлінг Гейден | Король Жарко Степанович |
| Шеллі Вінтерс   | Королева Рейчел         |
| Сьюзен Серендон | Роза                    |
| Джадд Гірш      | Гроффо                  |
| Ерік Робертс    | Дейв                    |
| Брук Шилдс      | Тіта                    |
| Аннетт О'Тул    | Шарон                   |
| Енні Поттс      | Перса                   |
| Майкл В. Гаццо  | Спіро Джиорджіо         |
| Антонія Рей     | Данітца Джиорджіо       |